# Fàbrica de Llana (la Seu d'Urgell)
Fàbrica de Llana és una obra de la Seu d'Urgell (Alt Urgell) protegida com a Bé Cultural d'Interès Local.

## Descripció
És un edifici aïllat situat als afores de la Séu d'Urgell. En el Camí de la Seu, en direcció a Castellciutat, hi ha un desviament a l'esquerra, on se situen diverses edificacions com l'Hotel la Glorieta o la Fàbrica de Llana. Es tracta d'una zona anomenada Horts del Molí Vell, a la vorera del riu La Valira. La situació més pròxima al rec fou utilitzada per l'emplaçament de la pròpia fàbrica, podent utilitzar així l'energia del mateix.
Es tracta d'una construcció en pedra i morter de planta rectangular.